# Marienkapelle Napplach

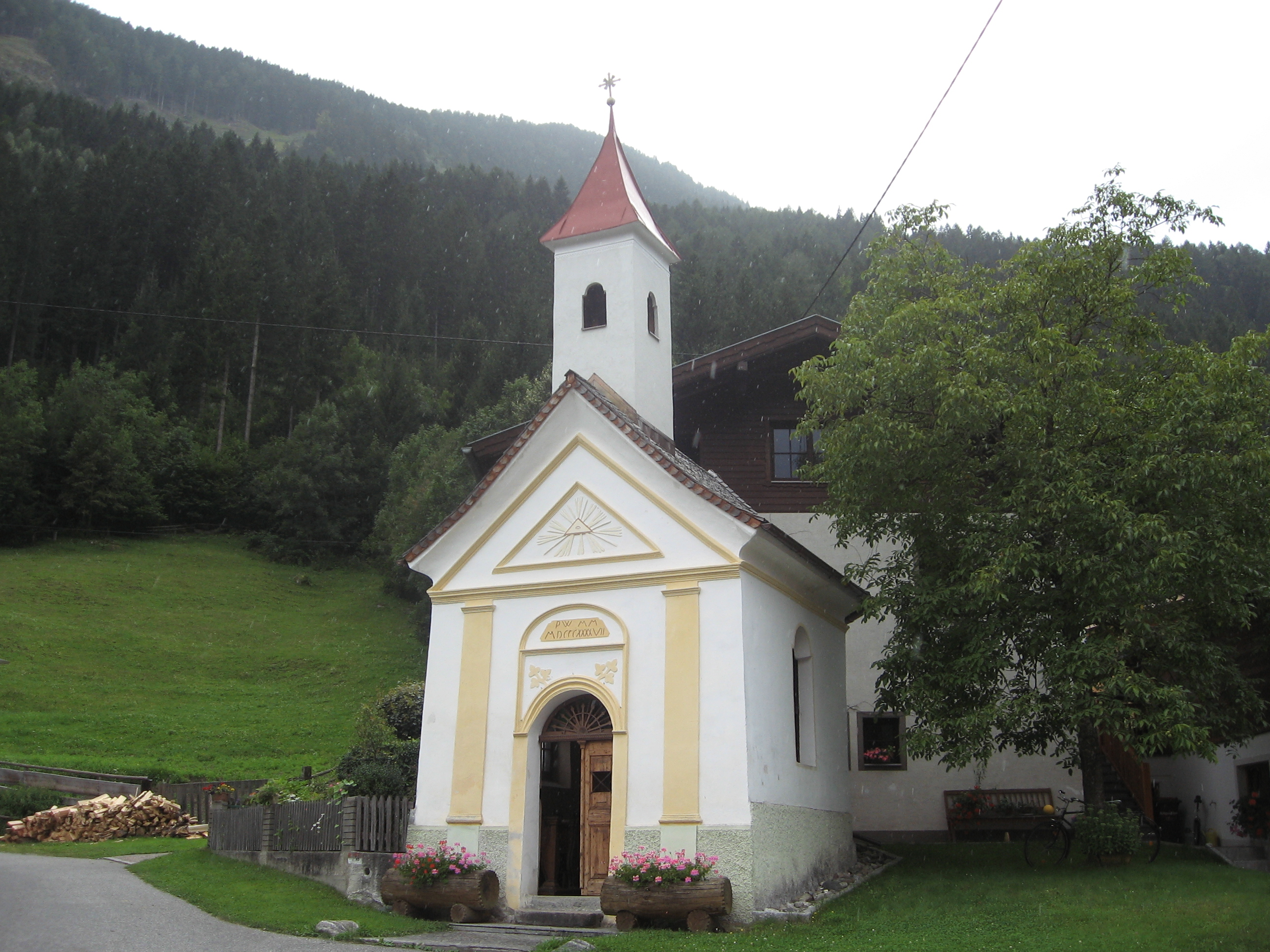
Außenansicht der Kapelle

Die Marienkapelle Napplach ist eine Kapelle im Dorf Napplach in der Gemeinde Reißeck in Kärnten. Sie bietet Sitzplätze für 16 Personen und steht unter Denkmalschutz.

## Geschichte
Mit dem Bau der Kapelle wurde 1848 auf die Initiative von Andreas Ebner vlg. Rupbauer begonnen, daher auch der Name Rupbauerkapelle. Ortspfarrer Crusitz erreichte, dass die Kapelle groß genug gebaut wurde, um das Feiern der Heiligen Messe zu ermöglichen. Am 28. Oktober 1855 erfolgte die Konsekration durch den Obervellacher Dechanten Carl Fermann mit Erteilung der einfachen Messlizens. 1866 erteilte der Fürstbischof von Gurk den eucharistischen Segen. Von da an wurde das Allerheiligste im Tabernakel aufbewahrt. 1890 wurde das durch das Gurker Ordinariat widerrufen. Von zwei Glocken, die zur Kapelle gehörten, wurde eine bei einer Glockensammlung im Ersten Weltkrieg, die zweite 1944 im Zweiten Weltkrieg beschlagnahmt. Jedoch endete der Zweite Weltkrieg vor dem Einschmelzen der Glocke. Sie konnte identifiziert und zurückgebracht werden. 1997 erfolgte eine umfangreiche Renovierung der Kapelle.

## Architektur

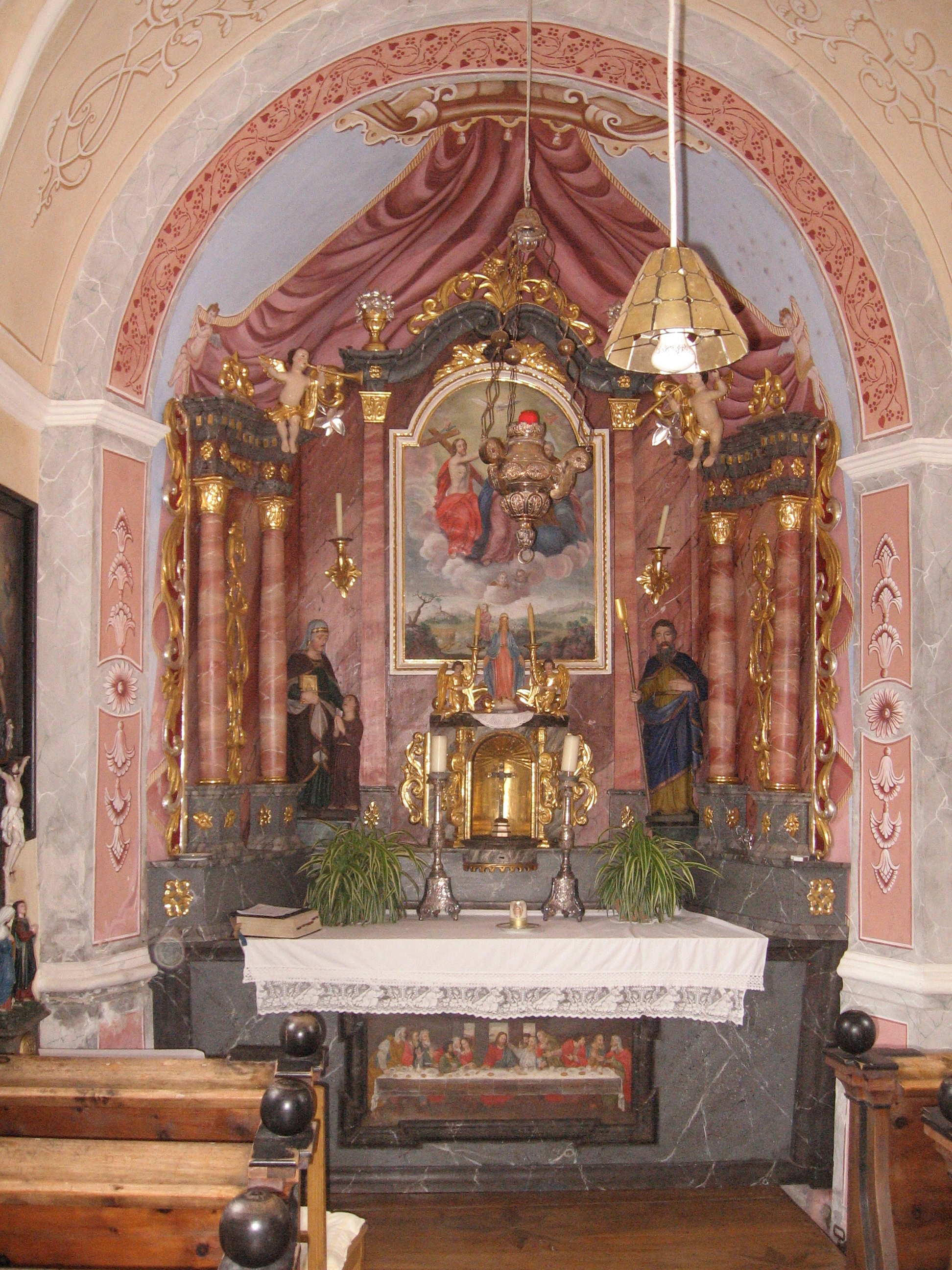
Innenansicht mit Blick zum Altar

Die Rupbauerkapelle ist ein kleiner, einjochiger Bau mit einer pilastergegliederten Fassade mit einem Dreiecksgiebel, einem Dachreiter und einer halbrunden Apsis. Über dem Eingang stehen die Bezeichnungen PW (Paul Wieser), MN (Michael Naschenweng) und die Jahresbezeichnung 1847. An den seitlichen Wandflächen befinden sich Schablonenmalereien. Das mittlere Medaillon des Deckengewölbes zeigt eine gemalte Darstellung des ungläubigen Thomas. Der Altar und das Kirchengestühl stammen aus der Erbauungszeit.
Der Altar besteht aus zwei Säulen auf niedrigen Sockeln, die ein verkröpftes Gebälk tragen mit einem in die Apsis gemalten Hintergrund. Der eingezogene Segmentbogenrahmen beinhaltet eine Darstellung der Krönung Marias. Die Seitenfiguren sind barock und stellen die Heiligen Anna, Maria und Joachim dar. Auf der Altarmensa befindet sich eine Darstellung des Heiligen Abendmahls. Der Tabernakel besitzt seitliche Akanthuslaubwangen.